# Vigésima Enmienda a la Constitución de los Estados Unidos
La Vigésima Enmienda (Enmienda XX) a la Constitución de los Estados Unidos, establece algunos de los detalles sobre el comienzo y el final de los términos de los funcionarios federales electos. Además, la enmienda se refiere a situaciones en las que no hay presidente electo. La Vigésima Enmienda fue ratificada el 23 de enero de 1933.

## Texto
Sección 1. Los períodos del presidente y el vicepresidente terminarán al mediodía del veinte de enero y los períodos de los senadores y representantes al mediodía del tres de enero, de los años en que dichos períodos habrían terminado si este artículo no hubiera sido ratificado, y en ese momento principiarán los períodos de sus sucesores.

Sección 2. El Congreso se reunirá, cuando menos, una vez cada año y dicho período de sesiones se iniciará al mediodía del tres de enero, a no ser que por medio de una ley fije una fecha diferente.

Sección 3.Si el presidente electo hubiera muerto en el momento fijado para el comienzo del período presidencial, el vicepresidente electo será presidente. Si antes del momento fijado para el comienzo de su período no se hubiere elegido presidente o si el presidente electo no llenare los requisitos exigidos, entonces el vicepresidente electo fungirá como presidente electo hasta que haya un presidente idóneo, y el Congreso podrá prever por medio de una ley el caso de que ni el presidente electo ni el vicepresidente electo satisfagan los requisitos constitucionales, declarando quien hará las veces de presidente en ese supuesto o la forma en que se escogerá a la persona que habrá de actuar como tal, y la referida persona actuará con ese carácter hasta que se cuente con un presidente o un vicepresidente que reúna las condiciones legales.

Sección 4. El Congreso podrá prever mediante una ley el caso de que muera cualquiera de las personas de las cuales la Cámara de Representantes está facultada para elegir presidente cuando le corresponda el derecho de elección, así como el caso de que muera alguna de las personas entre las cuales el Senado está facultado para escoger vicepresidente cuando pasa al el derecho de elegir.

Sección 5. Las secciones 1 y 2 entrarán en vigor el día quince de octubre siguiente a la ratificación de este artículo.

Sección 6. Este artículo quedará sin efecto a menos de que sea ratificado como enmienda a la Constitución por las legislaturas de las tres cuartas partes de los distintos Estados, dentro de los siete años posteriores a la fecha en que se les someta.

## Historia
El propósito principal de esta enmienda era el de reducir la cantidad de tiempo entre la elección del Presidente y el Congreso y el comienzo de su mandato. Originalmente, los términos del Presidente, el vicepresidente, y el Congreso comenzaba el 4 de marzo, cuatro meses después de que se celebrasen las elecciones. Aunque este retraso era una necesidad práctica durante el siglo XVIII, momento en el que un funcionario recién elegido podía ser que necesitara varios meses para poner sus asuntos en orden y luego emprender el arduo camino de su casa a la capital del país, tenía el efecto de obstaculizar el funcionamiento del gobierno en la era moderna. Esto fue visto sobre todo en 1861 y 1933, como cuando Abraham Lincoln y Franklin D. Roosevelt tenían que esperar unos cuatro meses antes de que pudieran hacer frente a las condiciones de crisis en la que el país se encontraba.
Originalmente, en virtud del Artículo I, Sección 4, Cláusula 2, el Congreso estaba obligado a convocar al menos una vez cada año en diciembre. Dando como resultado sesiones mandatarias inútiles luego de cada elección. 
La enmienda fue ratificada el 23 de enero de 1933. Debido a la Sección 5, secciones 1 y 2 no surtió efecto hasta el 15 de octubre de 1933, por lo tanto, la primera reunión de la 73.° Congreso y la toma de posesión del Presidente Roosevelt y el vicepresidente Garner se hicieron el 4 de marzo de ese año.
El 15 de febrero de 1933, 23 días después de que esta enmienda fue ratificada, el presidente electo Franklin D. Roosevelt, fue el blanco de un intento infructuoso de asesinato por parte de Giuseppe Zangara. Si el intento hubiera tenido éxito, entonces en virtud de la Sección 3, John Nance Garner habría sido juramentado como Presidente el Día de Inauguración (4 de marzo de 1933). 
Los primeros términos congresionales que inician en la sección 1 son las del 74.° Congreso el 3 de enero de 1935. El primer mandato del Presidente y Vicepresidente en comenzar en virtud de la sección 1 son los del Presidente y Vicepresidente Roosevelt Garner el 20 de enero de 1937. 
Como resultado de esta enmienda, si la elección del Presidente o Vicepresidente termina en el Congreso porque no podía ser resuelto por el colegio electoral, el nuevo Congreso, no el antiguo, es el que se involucra.

## Propuestas y ratificaciones

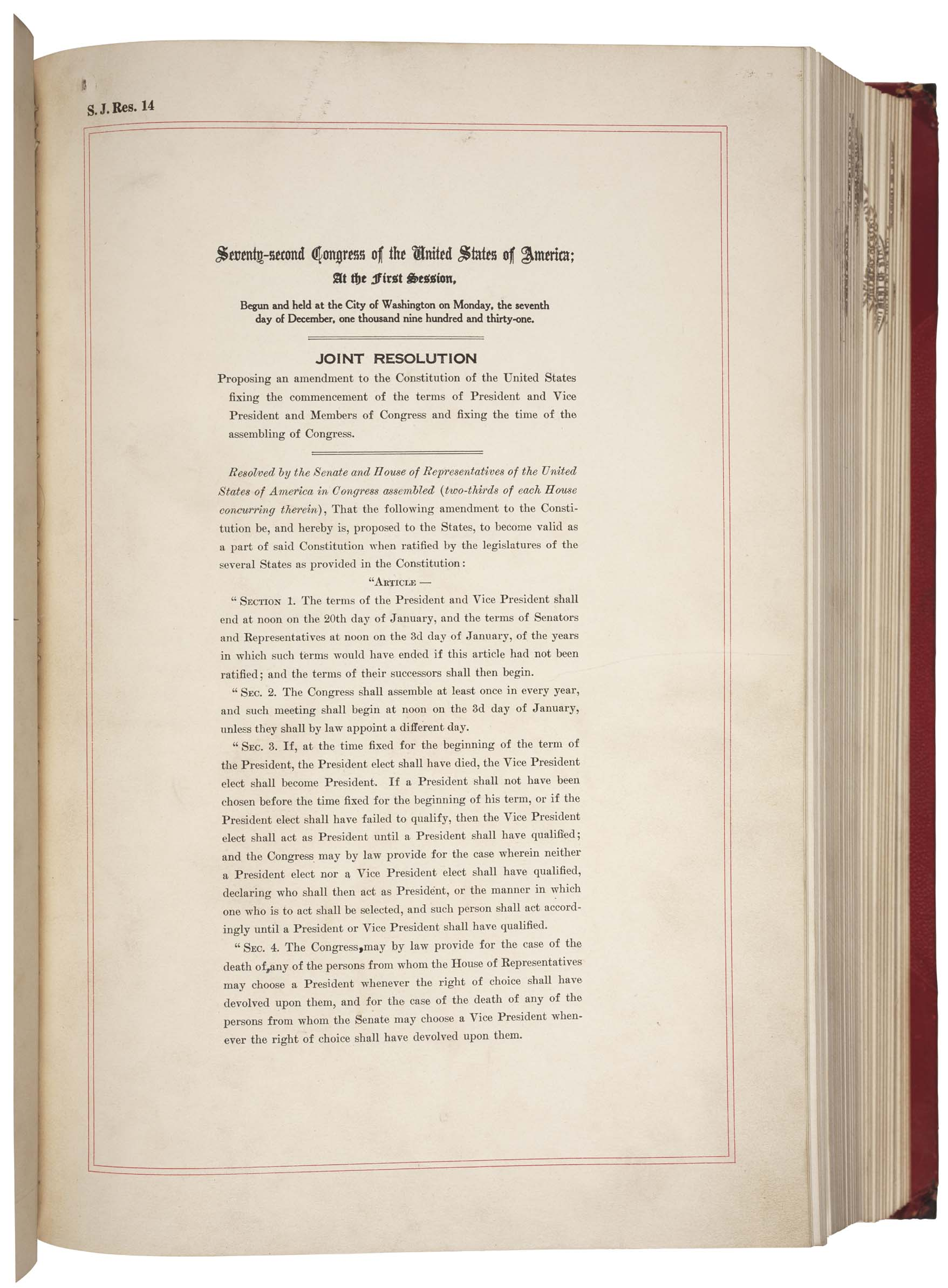
Página 1 de la enmienda XX en el Archivo Nacional.

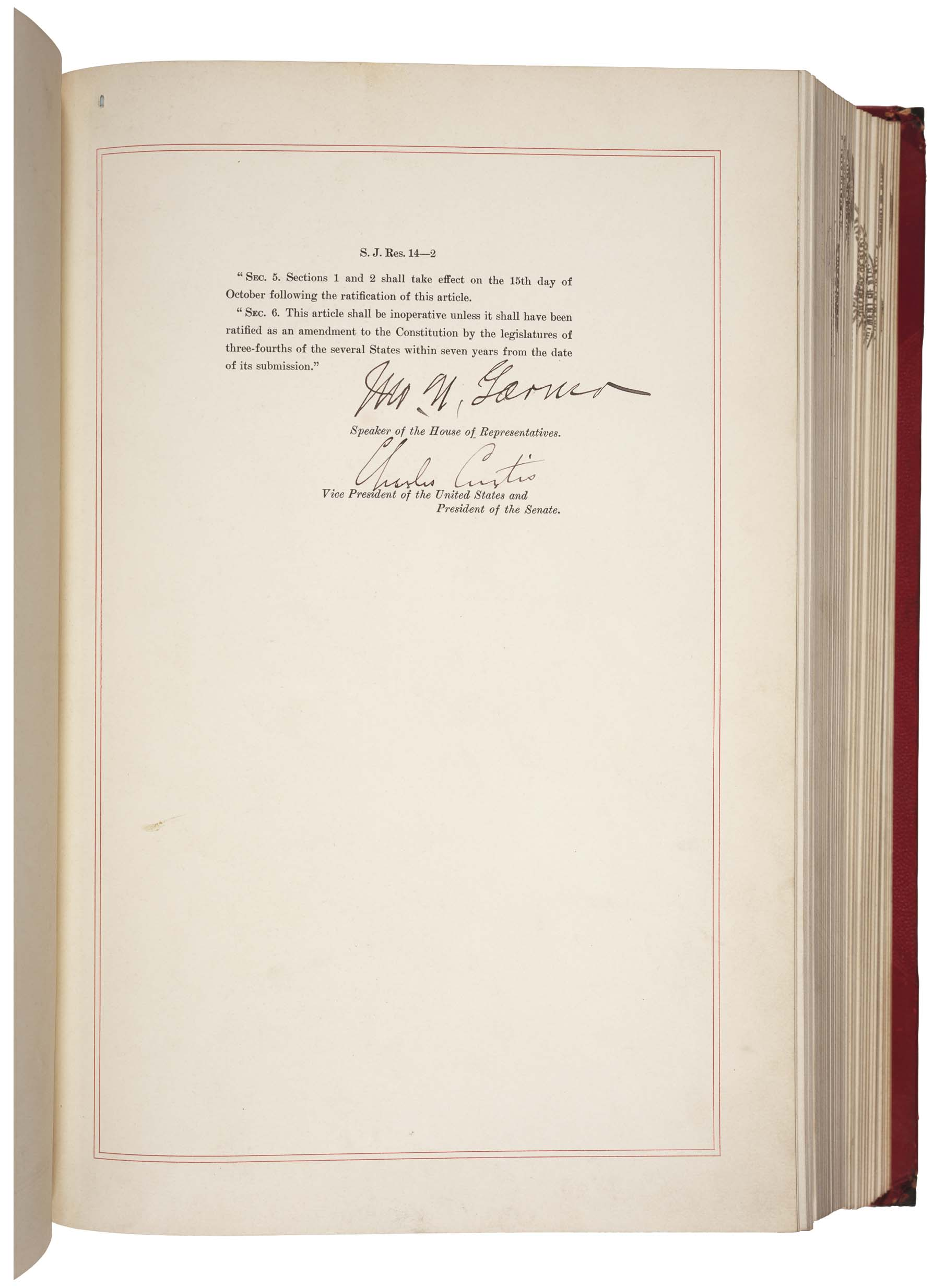
Página 2 de la enmienda.

El Congreso propuso la Vigésima Enmienda el 2 de marzo de 1932 y los siguientes estados ratificaron:
1. Virginia (4 de marzo de 1932)
2. Nueva York (11 de marzo de 1932)
3. Misisipi (16 de marzo de 1932)
4. Arkansas (17 de marzo de 1932)
5. Kentucky (17 de marzo de 1932)
6. Nueva Jersey (21 de marzo de 1932)
7. Carolina del Sur (25 de marzo de 1932)
8. Míchigan (31 de marzo de 1932)
9. Maine (1 de abril de 1932)
10. Rhode Island (14 de abril de 1932)
11. Illinois (21 de abril de 1932)
12. Louisiana (22 de junio de 1932)
13. Virginia Occidental (30 de julio de 1932)
14. Pensilvania (11 de agosto de 1932)
15. Indiana (15 de agosto de 1932)
16. Texas (7 de septiembre de 1932)
17. Alabama (13 de septiembre de 1932)
18. California (4 de enero de 1933)
19. Carolina del Norte (5 de enero de 1933)
20. Dakota del Norte (9 de enero de 1933)
21. Minnesota (12 de enero de 1933)
22. Arizona (13 de enero de 1933)
23. Montana (13 de enero de 1933)
24. Nebraska (13 de enero de 1933)
25. Oklahoma (13 de enero de 1933)
26. Kansas (16 de enero de 1933)
27. Oregon (16 de enero de 1933)
28. Delaware (19 de enero de 1933)
29. Washington (19 de enero de 1933)
30. Wyoming (19 de enero de 1933)
31. Iowa (20 de enero de 1933)
32. Dakota del Sur (20 de enero de 1933)
33. Tennessee (20 de enero de 1933)
34. Idaho (21 de enero de 1933)
35. Nuevo México (21 de enero de 1933)
36. Georgia (23 de enero de 1933)
37. Misuri (23 de enero de 1933)
38. Ohio (23 de enero de 1933)
39. Utah (23 de enero de 1933)

La ratificación se completó el 23 de enero de 1933. La enmienda luego fue ratificada por los siguientes estados :
1. Massachusetts (24 de enero de 1933)
2. Wisconsin (24 de enero de 1933)
3. Colorado (24 de enero de 1933)
4. Nevada (26 de enero de 1933)
5. Connecticut (27 de enero de 1933)
6. Nuevo Hampshire (31 de enero de 1933)
7. Vermont (2 de febrero de 1933)
8. Maryland (24 de marzo de 1933)
9. Florida (26 de abril de 1933)